# Ратьково-Рожново
Ратьково-Рожново — железнодорожная станция (тип населённого пункта) в Буйском районе Костромской области. Входит в состав Центрального сельского поселения.
Железнодорожная станция Ратьково-Рожново.

## География
Находится в западной части Костромской области на расстоянии приблизительно 9 км на северо-запад по прямой от районного центра города Буй недалеко от деревни Кренёво.

## История
Станция появилась в ходе строительства участка Вологда-Буй Северной железной дороги (1905—1906 года).
Постановлением Костромской областной Думы от 27.01.2005 N 3288 «О наименовании и переименовании некоторых населённых пунктов на территории Буйского района Костромской области»
населённый пункт «железнодорожный разъезд Ратьково-Рожново» переименован в «железнодорожную станцию Ратьково-Рожново».

## Население
| 2008 | 2010 | 2014 |
| ---- | ---- | ---- |
| 5    | ↘4   | →4   |

Постоянное население составляло 12 человек в 2002 году (русские 100 %), 8 в 2022.